# Сан Кристофоро
Сан Кристофоро (итал. San Cristoforo) је насеље у Италији у округу Алесандрија, региону Пијемонт.
Према процени из 2011. у насељу је живело 588 становника. Насеље се налази на надморској висини од 288 м.

## Становништво
| 1931. | 1936. | 1951. | 1961. | 1971. | 1981. | 1991. | 2001. | 2011. |
| ----- | ----- | ----- | ----- | ----- | ----- | ----- | ----- | ----- |
| 1.049 | 1.014 | 827   | 744   | 686   | 613   | 572   | 575   | 607   |